# Malcom Bokele
Malcom Bokele Mputu (Lione, 12 febbraio 2000) è un calciatore francese naturalizzato camerunese, difensore del Göztepe e della nazionale camerunese.

## Carriera

### Club
Cresciuto nei settori giovanili di alcune squadre della sua città natale, come Eveil Lyon, Olympique Lione e FC Lyon, nel 2017 si trasferisce al Bourg-en-Bresse, dove gioca al contempo nelle giovanili e con la seconda squadra. Nel 2019 viene acquistato dal Metz, che lo aggrega alla propria squadra riserve.
Rimasto svincolato al termine della stagione, viene ingaggiato dal Bordeaux, che lo impiega principalmente con la seconda squadra. Nel gennaio 2022 viene ceduto in prestito al Villefranche nel Championnat National fino al termine della stagione. Rientrato alla base, viene promosso in prima squadra e il 30 luglio 2022 esordisce in Ligue 2, in occasione dell'incontro pareggiato per 0-0 contro il Valenciennes. Realizza la sua prima rete con la squadra e contestualmente in campionato il 3 febbraio 2023, nell'incontro vinto per 0-2 contro il Pau.

### Nazionale
Il 24 marzo 2023 ha esordito con la nazionale camerunese, disputando l'incontro pareggiato per 1-1 contro la Namibia, valido per le qualificazioni alla Coppa d'Africa 2023.

## Statistiche

### Presenze e reti nei club
Statistiche aggiornate al 25 marzo 2023.
| Stagione        | Squadra           | Campionato      | Campionato | Campionato | Coppe nazionali | Coppe nazionali | Coppe nazionali | Coppe continentali | Coppe continentali | Coppe continentali | Altre coppe | Altre coppe | Altre coppe | Totale | Totale |
| Stagione        | Squadra           | Comp            | Pres       | Reti       | Comp            | Pres            | Reti            | Comp               | Pres               | Reti               | Comp        | Pres        | Reti        | Pres   | Reti   |
| --------------- | ----------------- | --------------- | ---------- | ---------- | --------------- | --------------- | --------------- | ------------------ | ------------------ | ------------------ | ----------- | ----------- | ----------- | ------ | ------ |
| 2017-2018       | Bourg-en-Bresse 2 | N3              | 5          | 0          |                 | -               | -               |                    | -                  | -                  |             | -           | -           | 5      | 0      |
| 2019-2020       | Metz 2            | N3              | 9          | 0          |                 | -               | -               |                    | -                  | -                  |             | -           | -           | 9      | 0      |
| 2021-gen. 2022  | Bordeaux 2        | N3              | 8          | 0          |                 | -               | -               |                    | -                  | -                  |             | -           | -           | 8      | 0      |
| gen.-giu. 2022  | Villefranche      | N               | 14+2       | 0          | CF              | -               | -               |                    | -                  | -                  |             | -           | -           | 16     | 0      |
| 2022-2023       | Bordeaux          | L2              | 21         | 2          | CF              | 3               | 0               |                    | -                  | -                  |             | -           | -           | 24     | 2      |
| Totale carriera | Totale carriera   | Totale carriera | 59         | 2          |                 | 3               | 0               |                    | -                  | -                  |             | -           | -           | 62     | 2      |

### Cronologia presenze e reti in nazionale
| Cronologia completa delle presenze e delle reti in nazionale ― Camerun | Cronologia completa delle presenze e delle reti in nazionale ― Camerun | Cronologia completa delle presenze e delle reti in nazionale ― Camerun | Cronologia completa delle presenze e delle reti in nazionale ― Camerun | Cronologia completa delle presenze e delle reti in nazionale ― Camerun | Cronologia completa delle presenze e delle reti in nazionale ― Camerun | Cronologia completa delle presenze e delle reti in nazionale ― Camerun | Cronologia completa delle presenze e delle reti in nazionale ― Camerun |
| Data                                                                   | Città                                                                  | In casa                                                                | Risultato                                                              | Ospiti                                                                 | Competizione                                                           | Reti                                                                   | Note                                                                   |
| ---------------------------------------------------------------------- | ---------------------------------------------------------------------- | ---------------------------------------------------------------------- | ---------------------------------------------------------------------- | ---------------------------------------------------------------------- | ---------------------------------------------------------------------- | ---------------------------------------------------------------------- | ---------------------------------------------------------------------- |
| 24-3-2023                                                              | Yaoundé                                                                | Camerun                                                                | 1 – 1                                                                  | Namibia                                                                | Qual. Coppa d'Africa 2023                                              | -                                                                      | 46’                                                                    |
| 16-10-2023                                                             | Lens                                                                   | Senegal                                                                | 1 – 0                                                                  | Camerun                                                                | Amichevole                                                             | -                                                                      | 73’                                                                    |
| Totale                                                                 |                                                                        | Presenze                                                               | 2                                                                      |                                                                        | Reti                                                                   | 0                                                                      |                                                                        |